# 中国大陆区App Store下架VPN应用事件
中国大陸区App Store下架VPN应用事件，指2017年7月底，美国苹果公司在中国大陸政府要求下，于中国大陸地区App Store内移除了数十个VPN应用的事件。这引发了VPN应用开发商及新闻媒体对苹果公司和中国大陸政府的批评。直到11月，苹果公司移除了总共674个VPN应用。

## 背景
自2002年起，中国大陸使用防火长城对大量网站进行严格的网络审查。很多网民使用VPN突破网络审查。
中國大陸政府时常在政治敏感时期前加强网络审查，而2017年秋季中国共产党将召开第十九次全国代表大会，使中国政府进作出一系列措施。2017年1月，工业和信息化部印发《关于清理规范互联网网络接入服务市场的通知》，宣布“未经电信主管部门批准，不得自行建立或租用专线（含虚拟专用网络VPN）等其他信道开展跨境经营活动”，“涉及 VPN 等跨境链接的企业将被整改、建档和管理”。。
苹果公司是在中国大陸蓬勃发展的外国技术公司之一，2009年，苹果公司在中国大陸区App Store下架了提及第十四世达赖喇嘛和热比娅·卡德尔的应用。2016年，苹果公司下架了纽约时报应用。7月初，苹果公司决定在貴州开设其在中国大陸的首个数据中心。

## 事件
2017年7月底，苹果公司于中国大陸区App Store内移除了数十个VPN应用，包括Surge、Shadowrocket、Brook、Potatso 2等中国大陸开发者开发的应用及VyprVPN、ExpressVPN、Star VPN等非中国大陸开发者开发的应用均遭下架。7月25日，工信部发言人针对“个别中国境内的VPN供应商已经停止运作”表示，主要是对那些无证经营的、不符合规范的进行清理。对于依法依规的企业和个人是不受影响的。
苹果公司表示，该公司被要求删除中国大陸区App Store一些不符合新规定的VPN应用，这些应用仍可以在其它区域的App Store中下载。该公司表示，中国大陸区App Store仍存在着数百个VPN应用，其中一些应用仍不符合新规定。
8月1日，苹果公司CEO蒂姆·库克在第三季度财报电话会议上回应称，此次事件是由于中国大陸执法力度的加强，我们宁愿不移除这些应用，但在任何国家开展业务都需要遵守法律。库克称，苹果公司会提供满足当地消费者最大利益的产品，并希望中国大陸将来能够放宽限制。库克表示，此次事件与苹果公司拒绝美国FBI的解锁要求的情景相同，美国法律支持该公司的行为，而中国大陸法律同样是明确的。中国大陸区App Store仍有符合规定的VPN应用程序存在。
11月21日，苹果公司在给两名美国联邦参议员的回信中表示，该年应中国政府要求，其已经下架了中国大陆区App Store里总共674个VPN应用。

## 评价
VPN应用开发商对苹果公司和中国大陸政府均持批评态度。遭下架的VyprVPN应用的开发商Golden Frog对此持批评态度，并表示将向苹果公司上诉。其总裁Sunday Yokubaitis称，中国大陸网络审查是人权问题，苹果应当重视人权，中国大陸政府是美国的“霸主”。另一个遭下架的应用ExpressVPN表示，他们对苹果公司的行为表示失望，且强烈谴责威胁言论自由和公民自由的措施。遭下架的VPN供应商Star VPN指出，此类先例非常危险，将造成如沙特阿拉伯一般政府完全控制民众使用网络的现状。VPN提供商WiTopia的CEO比尔·布洛克认为，这种措施通常发生在政治事件期间，表现控制权，一段时间后即会消退。
很多网民反对网络审查，這不單是政治的原因，很多時候是因為牆限制了大陸的經濟和學術發展。据《洛杉矶时报》报道，北京一家旅游社的主编张敏（Mindy Zhang）称，因工作需要，她通常使用免费的VPN应用来翻墙，但如今已经无法使用。她认为，如果政府彻底关闭VPN应用，将是令人绝望的灾难。但也有一些网民持相反态度。据《联合早报》报道，一些中国大陸网民认为，百度、微信、微博等服务形成了完整的网络生态，国外消息对他们没有吸引力，中国建起防火长城是为了维护国家团结统一。
一些新闻媒体认为中国大陸此举具有强烈的政治意义。《洛杉磯時報》认为，中国大陸此次举动的目的，在于巩固中国共产党中央委员会总书记习近平权力，削弱外国的影响力。《南德意志报》认为，十九大前北京施放了一层烟雾，让外界更多地看到中國大陸精心准备的宣传。《自由时报》报道称，外界认为，此举是为了给即将召开的十九大进行维稳工作。《泰晤士报》报道，这是中国第一次利用苹果之类的国外重大技术平台的影响力，向软件制造商显示力量。《柏林日报》援引中国欧盟商会主席哈伯恩表示，中国收紧审查会伤及自身的利益。
一些新闻媒体还对苹果公司的举措持批评态度。《纽约时报》援引加州大学伯克利分校信息学院兼职教授萧强表示，此次事件只是中国大陸互联网审查新浪潮的开始，苹果公司应作出公开回应。电子前哨基金会的网络安全总监伊娃·加尔珀林（Eva Galperin）亦对苹果公司的举措感到失望。长期关注中国网络审查的非营利组织GreatFire认为，此次事件不仅是对言论自由的挑战，也是对用户获取信息权利的威胁；他们同时指出，苹果其实违反了保护言论自由的《中华人民共和国宪法》。
2017年8月4日，联合国促进和保护见解和言论自由权问题特别报告员大卫·凯伊就下架事件致函苹果公司CEO蒂姆·库克提出质询。他还在信中表示，近年来，中国的审查工具和行动范围有所扩大，个体的表达自由、对信息之获取、结社自由等基本人权均受到限制。